# Goa Gil
Goa Gil, auch Shri Mahant Managalanand Puri, eigentlich Gilbert Levey, (* 11. Oktober 1951 in San Francisco, Kalifornien; † 26. Oktober 2023 in Kalifornien) war ein US-amerikanischer Goa- und Psytrance-DJ, Produzent und Veranstalter von Festivals und Open Air Partys. Er gilt als Begründer der Full Moon Partys an den Stränden von Anjuna und Vagator im indischen Bundesstaat Goa. Sie waren die Namensgeber der darauf folgenden Goa-Festivals und des gleichnamigen Musikstils.

## Leben
Goa Gil wurde am 11. Oktober 1951 in San Francisco, Kalifornien geboren und wuchs im Stadtteil Haight-Ashbury auf. In den 1960er Jahren wuchs er in die dort entstandene Hippie-Bewegung hinein. In San Francisco spielte er in verschiedenen Bands unter anderem bei The Family Dogg und Sons of Champlin. Im September 1969 im Alter von 18 Jahren zog er zunächst nach Amsterdam in die Niederlande und wanderte anschließend nach Indien aus, wo er im Februar 1970 ankam. Er war Teil einer Bewegung, mit der sich tausende von Hippie-trail-Reisenden, meist ehemalige Hippies, im Bundesstaat Goa ansiedelten. Dort lernte er mehrere Sadhus kennen und wurde unter der Leitung des Gurus Saraswati Ji Maharaj ebenfalls zu einem Sadhu. Zu dieser Zeit trug er den Namen Baba Mangalanand. In den 1970er Jahren besorgte sich Goa Gil mit Freunden Instrumente vom Flohmarkt. Er spielte in verschiedenen Acid-Rock-Bands wie z. B. The Anjuna Jam Band und The Big Dipper Band und war als DJ tätig. Er legte verschiedene Musikstile auf, versuchte aber immer, die einzelnen Lieder zu einer Art Geschichte zu vereinen. Zwischen Ende der 1970er und Anfang der 1980er wurde Goa Gil von elektronischer Musik von Bands wie Yello, Portion Control, Chakk oder Kraftwerk inspiriert.
1985 lernte er Ariane MacAvoy, ebenfalls eine Produzentin von Psytrance und DJ, die unter den Namen Nimba arbeitet und auftritt, in Goa kennen, mit der er dann zusammenlebte. Arianes Interesse an traditioneller westafrikanischer Musik, vornehmlich der Djembé, hatte starke Einflüsse auf das Konzept von Gils DJ-Sets. 1989 gründeten Gil und Ariane zusammen mit den beiden deutschen Produzenten Hans Schiller und Peter Ziegelmeier den Liveact Kode IV. Im selben Jahr erschien auch das erste Album mit dem Namen Possessed auf KK Records. Insgesamt brachte die Band ein Tape, sieben Singles und fünf Alben heraus. Darunter ein DJ-Mix von Goa Gil, live aufgezeichnet beim Burning Man Festival in der Black Rock Desert, USA 1998.
Gil legte sich zusammen mit einigen Freunden eigenes Musik-Equipment zu und begann, mit ihnen am Strand von Anjuna und bald darauf auch am Strand von Vagator in Goa Freiluftpartys zu veranstalten. Dort wurde elektronische Musik gespielt, die von exotisch-orientalischen Klängen beeinflusst war. Diese war entweder selbst produziert oder wurde unter anderen von Goa Gil, der dort von Anfang an lieber als DJ Musik machte, aufgelegt. Eine Veranstaltung konnte sich über mehrere Tage hinziehen. Diese Partys wurden ab Anfang der 1990er unter den Namen „Full Moon Party“ oder „Full Moon Festival“ international bekannt, insbesondere bei Rucksacktouristen aus Israel und Europa. Diese Partys in Goa gelten als die ersten Psytrance-Festivals, die inzwischen umgangssprachlich Goa-Festivals genannt werden. Aus diesen Festivals gehen auch die Musikstile Goa und später Psytrance, welche sich aus Acid Techno und Hardtrance entwickelt haben, hervor.

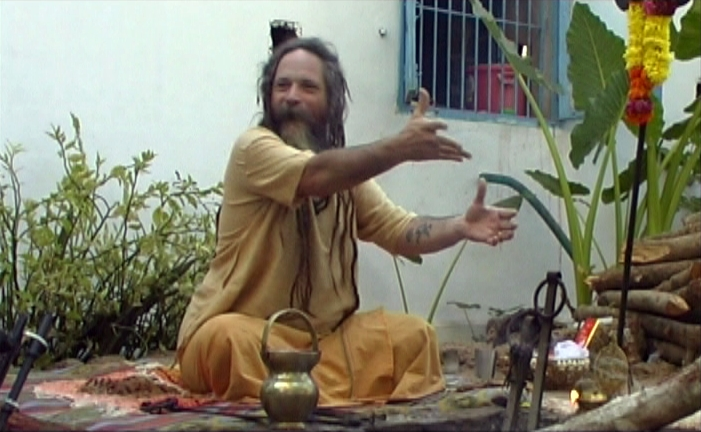
Goa Gil in Indien im Jahr 2000

Unter seinem eigenen Namen veröffentlichte Goa Gil ausschließlich DJ-Mixe. In diesen Mix-Sets sind allerdings Eigenproduktionen enthalten. Das erste Album in dieser Form erschien 1995 auf dem französischen Label Fairway Records. Es trägt den Namen Spiritual Trance. Ein Jahr später erschien Spiritual Trance 2 auf demselben Label. Ende 1998 verließen Gil und Ariane die Band Kode IV. Im Jahr 2002 reiste Goa Gil zum ersten Mal nach Brasilien und veranstaltete dort ein Open Air mit dem Namen Núcleo Klatu. Ein Jahr darauf wirkte Goa Gil in dem Dokumentarfilm Last Hippie Standing mit, der ein Jahr später veröffentlicht wurde. 2003 bildete Gil mit seiner Frau Ariane und Peter Ziegelmeier den Liveact The Nommos. Unter diesem Namen erschienen bisher zwei Alben auf dem Label Avatar Records. Digitaria erschien 2004, das darauffolgende Album Primal Meltdown zwei Jahre später. Im Jahr 2005 reiste Gil erneut nach Brasilien, um den Erfolg seines ersten Festivals zu wiederholen. Diesmal veranstaltete er Open Airs in verschiedenen Städten. Seitdem organisierte Goa Gil jährlich Festivals in Brasilien. Von 2006 bis 2022 fand in Deutschland jährlich Goa Gil Open Air statt, in Drebkau gestartet wurden über die Jahre mehrere Locations bespielt u. a. bei Berlin und Tutow an der Ostsee, dort standen Goa Gil und Ariane z. T. mehr als 24 Stunden allein auf der Bühne. 2023 wurde es in Gil Togathering umbenannt, da Goa Gil aufgrund seiner Krebserkrankung alle Tourdaten 2023 absagte. Der zuletzt veröffentlichte DJ-Mix erschien 2022 unter dem Namen Postcard From Kali Volume 2 auf dem Label Xexify Records. Goa Gil reiste bis ins hohe Alter um die ganze Welt und organisierte viele Festivals. Oft machte er dabei selbst viele Stunden ohne Unterbrechung Musik.
Ende März 2023 gab Goa Gil seine B-Zell-Lymphom-Erkrankung bekannt, an der er am 26. Oktober 2023 im Alter von 72 Jahren verstarb.

## Musik
Goa Gils DJ-sets zeichnen sich vor allem durch ihre ungewöhnliche Länge von zum Teil über 24 Stunden aus. Dabei ist in der Auswahl der Tracks jede Art von Goa- und Psytrancemusik. Auch Ambient fand Verwendung. Goa Gil nutzte anfangs Kompaktkassetten als Abspielmedium und anschließend bis zuletzt Digital Audio Tapes, welche er mittels Walkmans abspielte.

## Diskografie

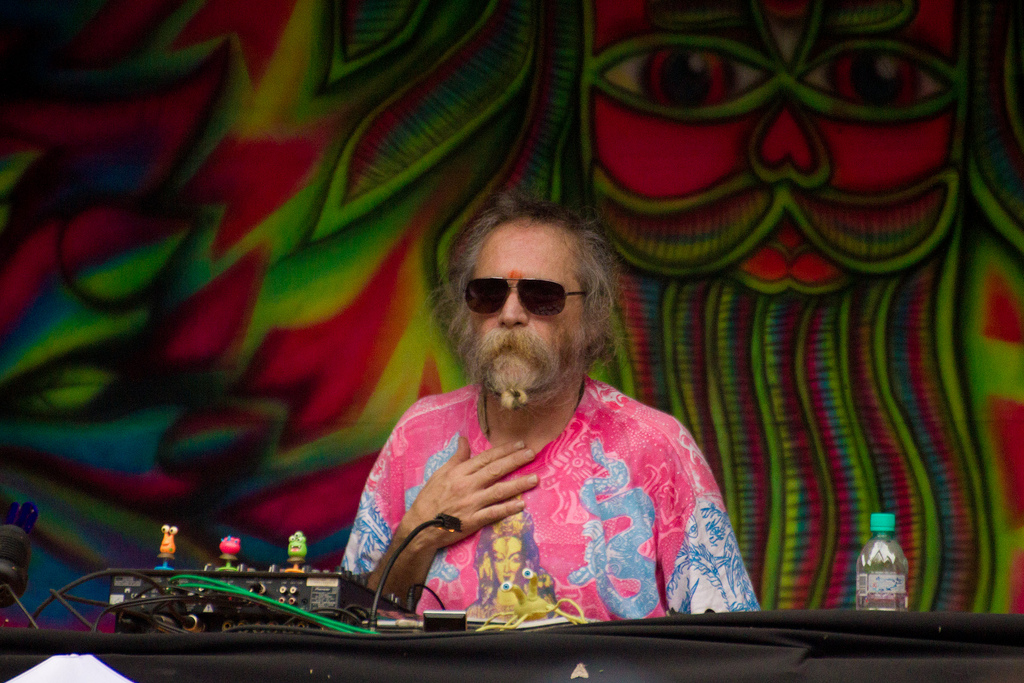
Goa Gil in Moskau, 2010

### DJ Mix-Alben
- 1995: Spiritual Trance (Javelin Ltd/Fairway Records)
- 1996: Spiritual Trance Vol. 2 (Javelin Ltd/Fairway Records)
- 1996: Deck Wizards: Goa Gil / Kosmokrator (Psychic Deli)
- 1996: Earth (White Label)
- 1998: Forest Of The Saints (Avatar Records/NMC Music, Israel)
- 1998: Non Stop Trance Party (Super Metro Music)
- 1999: Na-Ma-Shi-Va-Ya – Mixed Live In Goa March ’99 (White Label)
- 2000: Mixed Live In Goa 2000 (White Label)
- 2000: Cyber Baba 2000 (Phonokol)
- 2002: Mahashivaratri – Mixed Live In Goa 2002 (White Label)
- 2003: Towards The One (Avatar Records/NMC Music, Israel)
- 2005: Karmageddon (Avatar Records)
- 2007: Worldbridger (Avatar Records)
- 2009: Kali Yuga (Avatar Records)
- 2012: Shri Maharaj (Avatar Records)
- 2014: Music Baba (Avatar Records)
- 2017: Postcard From Kali (Xexify Records)
- 2019: Har Har Mahadev (Alice D Records)
- 2022: Postcard From Kali 2 (Xexify Records)

### Mit Kode IV

#### Alben
- 1990: Possessed (KK Records)
- 1992: Insane (KK Records)
- 1995: Silicon Civilisation (KK Records)
- 1996: Best Of… Compilation (KK Records)
- 1998: Kode IV @ Burning Man (Ceiba Records)

#### Singles
- 1989: Kode IV (White Label)
- 1991: Scratch Attack (KK Records)
- 1991: Insane (KK Records)
- 1991: Final Demonic Madness Cut (KK Records)
- 1991: DJ Only Remixes (KK Records)
- 1994: Faust (KK Records)
- 1994: Dissolve (KK Records)
- 1995: Near To The Divine (KK Records)
- 1991: Cyber Baba 2000 (KK Records)

### Mit The Nommos

#### Alben
- 2004: Digitaria (Avatar Records)
- 2006: Primal Meltdown (Avatar Records)